# Онуфрієв Олександр Леонідович
Олександр Леонідович Онуфрієв (нар. 8 березня 1978, Всеволожськ, Ленінградська область, Росія) — український режисер, сценарист.

## Життєпис
Народився 8 березня 1978 року у місті Всеволожську, Ленінградської області, РРФСР.
З 1985 по 1995 рік навчався в Київській середній школі № 57 з поглибленим вивченням англійської мови.
У 2000 році, закінчив Київський національний університет театру, кіно і телебачення імені Івана Карпенка-Карого, факультет кіно і телебачення, кафедра режисури ТБ, майстерня Н. І. Мерзлікіна, викладач режисури І. К. Дніпренко.
Ще під час навчання почав працювати на ТБ. Був асистентом режисера, другим режисером, режисером запису, режисером прямих ефірів, старшим режисером випуску. Працював практично у всіх телевізійних жанрах, від новин до великих шоу-програм. Паралельно знімався в кіно і серіалах (більше 100 ролей), писав сценарії і концепції ТВ-програм, більше року був ведучим рубрики «Ідеі для оселі», яка виходила в рамках передачі «Ранок з Інтером».
Влітку 2011 року брав участь зі своїм сценарієм психологічного детектива «Гра» в роботі сценарної майстерні (викладачі А. Мітта, М. Тревіс, Ф. Паркер, В. Перельман), в рамках 2-го Одеського міжнародного кінофестивалю. За результатами сценарного пітчингу цей сценарій був визнаний кращим на курсі.
Від 2014 року знімає фільми і серіали. На даний момент на його рахунку серіали: «Містичні історії», «Реальна містика» (1—2 сезони), «Код Костянтина», «Черговий лікар» (1—2 сезони), «Жіночий лікар-3», «102. Поліція», «Філін», «Паніка Вова-2». Зняв кілька короткометражних фільмів: «Дача», «Реаліті» (переможець кількох міжнародних кінофестивалів), «Через терни», «Клуб невдах» (переможець кількох міжнародних кінофестивалів), «Заинька» (переможець кількох міжнародних кінофестивалів), «Магазинчик» (переможець кількох Міжнародних фестивалів).
Ідейний натхненник і організатор показів українських короткометражних комедій «Смайл, ЮКРЕЙНІАН».
Викладає в акторських школах і театральних студіях, організатор і керівник акторської кіношколи Alexander Onufriev KinoSchool, автор майстер-класів для початківців акторів «Як потрапити на знімальний майданчик, уникнувши прикрих помилок», і режисерів «пітчинг — шлях до реалізації кіно-проєкту» і «короткометражний фільм — від ідеї до прем'єри».
Автор книг «Як потрапити на знімальний майданчик, уникнувши прикрих помилок!», «Короткометражний фільм: від ідеї до прем'єри» та «Гра» (у співавторстві з Іриною Тетерою).
З 2015 року регулярно бере участь у програмі «Стосується кожного» на телеканалі «Інтер», в якості зіркового експерта.

## Фільмографія (неповна)
- 2019 — Магазинчик (режисер);
- 2018 — Щуролов (Україна, у виробництві) Наумов;
- 2018 — Доктор Ковальчук-2 (Україна, у виробництві);
- 2017 — Ментівські війни. Одеса (Україна) — Євген Чвертко, сутенер;
- 2017 — Ментівські війни. (Київ, Україна) — Корольчук, капітан, дільничний;
- 2017 — Зустрічна смуга (Україна), майор;
- 2012 — Мамочка моя — Лисий;
- 2012 — Погоня за нареченою, слідчий;
- 2011 — Любов і трохи перцю (Росія, Україна) Хряк, бандит;
- 2011 — Повернення Мухтара-7;
- 2010 — Згідно із законом (Україна) Олексій Сєров, боксер-вбивця;
- 2010 — Ігри розуму, 67-я серія;
- 2010 — Брат за брата (Росія, Україна) продажний мент;
- 2007 — Повернення Мухтара-4 — Камишов.

## Особисте життя
Одружений. Виховує доньку і сина.